# ヴァヴェル大聖堂
ヴァヴェル大聖堂（ポーランド語: Katedra Wawelska）は、ポーランドの古都クラクフのヴァヴェル城にあるカトリック教会の大聖堂。ポーランド史における英雄的人物や歴代国王などが埋葬されている。

## 歴史
1020年に着工された。その後、歴代国王の戴冠式がこの地で行われた。16世紀に設けられたジグムント塔には、ポーランド最大の鐘が吊されている（塔の上まで階段で登ることができ、その窓からクラクフの街が一望できる）。地下にはポーランドの歴代国王や、タデウシュ・コシチューシュコ、ユゼフ・ピウスツキなどの歴史的英雄が埋葬されている。近年では2010年4月10日のポーランド空軍Tu-154墜落事故で死去したレフ・カチンスキ大統領夫妻が「この場に埋葬されるにふさわしい人物か」という論議の末、埋葬されている。

## 拝観
大聖堂内部の大聖堂ホール・ジグムント塔・地下の王族墓所および大聖堂向かいの大聖堂博物館の4か所が同一チケットで拝観可能である。1度入ったエリアはチケットに鋏が入るため再入場できない。なお、地下のレフ・カチンスキ大統領夫妻墓所・ユゼフ・ピウスツキ墓所だけは、王族墓所の出口側から入場すると無料で参拝できる。